# Szentes–csongrádi vasúti Tisza-híd

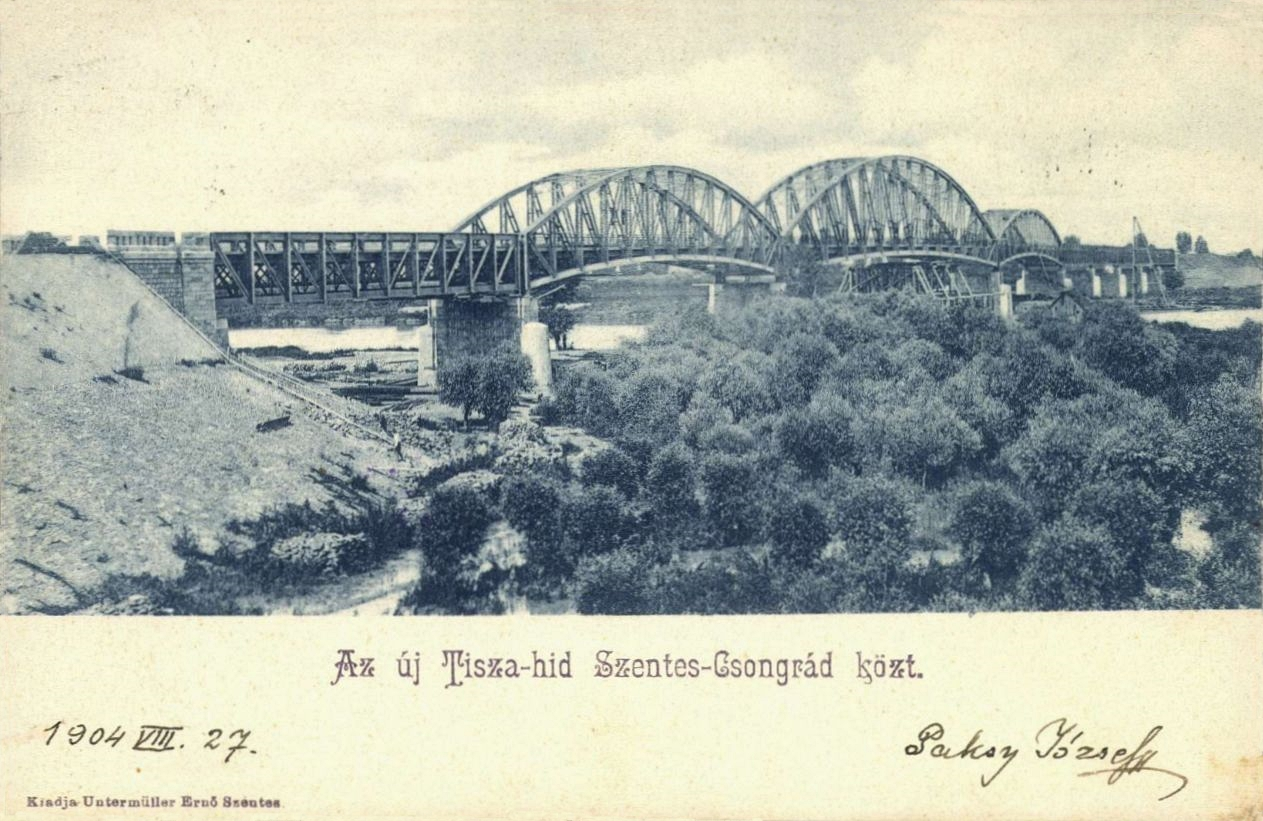
A régi vasúti híd egy 1904-es képeslapon, még vasút nélkül. A hídfők kő mellvédjei és a pillérek ma is állnak.

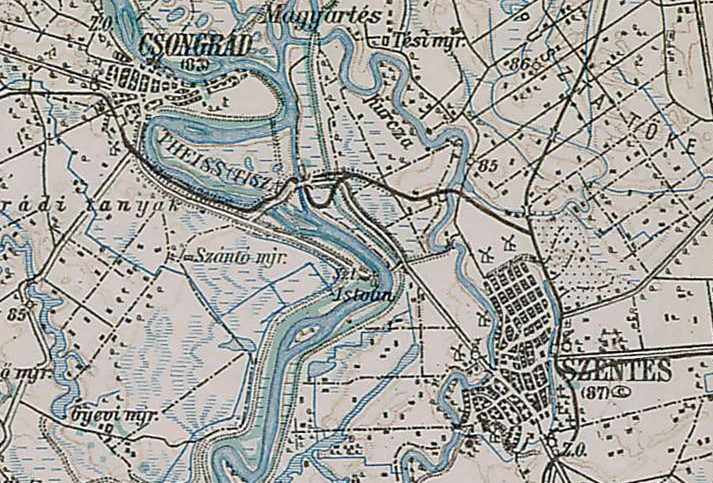
A híd egy 1910 körüli térképen. A kiágazó Tisza-parti vágányt már elbontották.

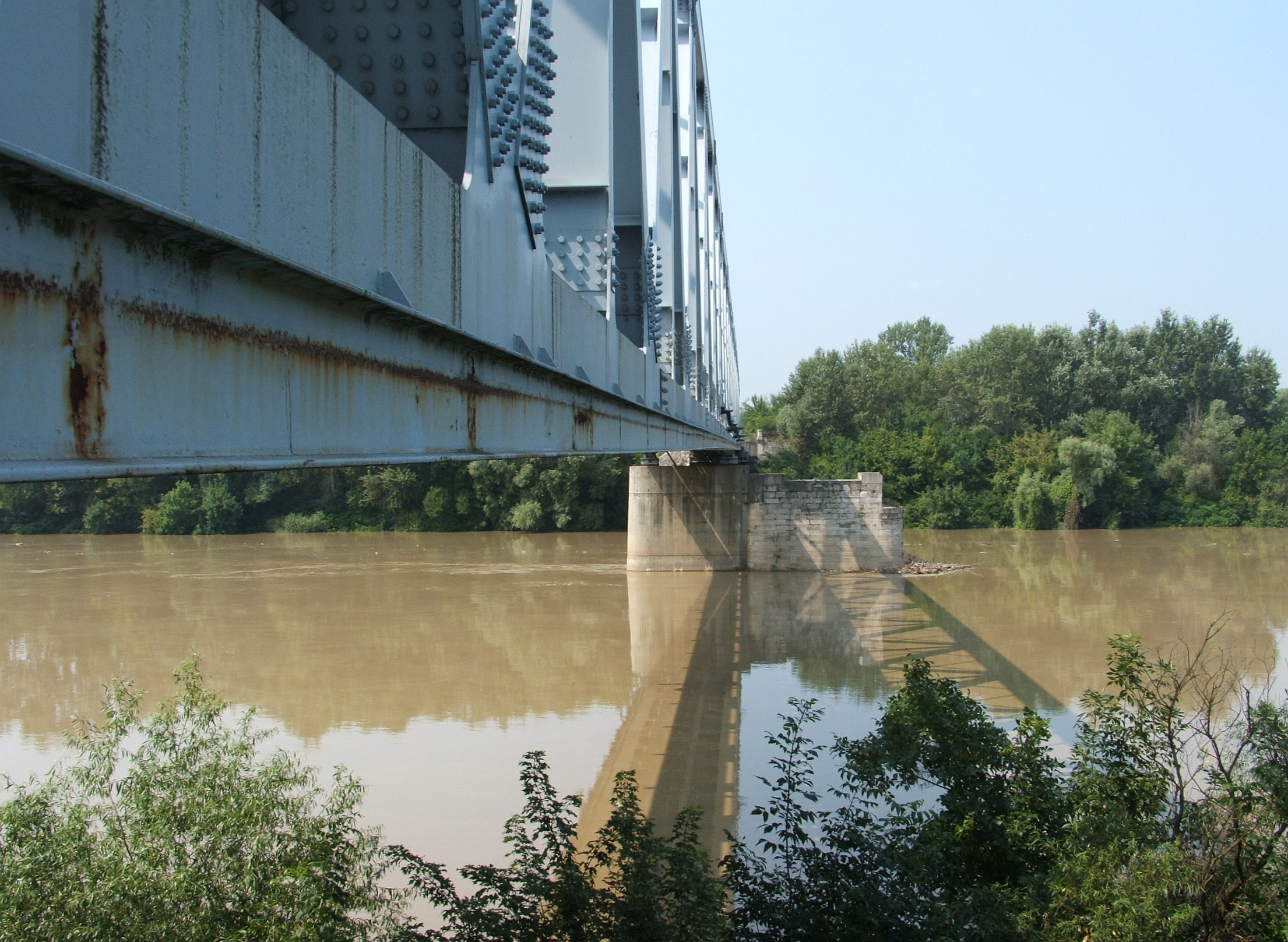
A régi híd mederpillére és hídfője az új híd északi oldalánál

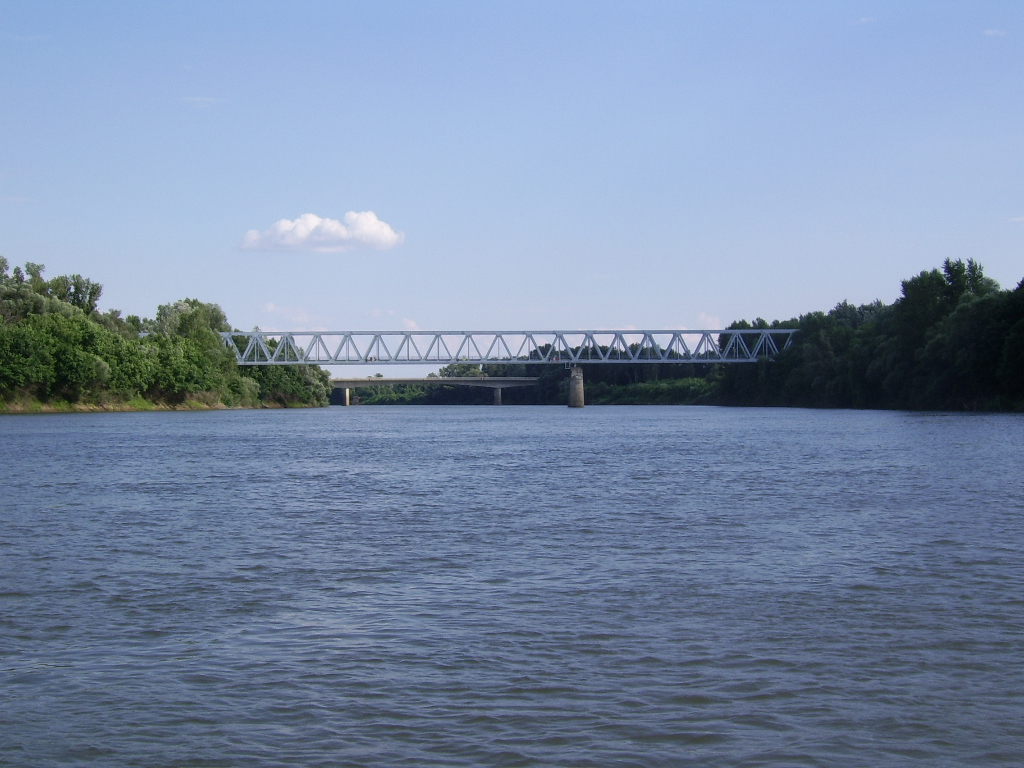
A híd a folyóról nézve

Csongrád és Szentes között már régóta üzemelt folyami átkelés. A két város között állt a középkorban Bőd falu, melynek átkelője (a Bődi rév) fontos folyami átkelőhely volt az évszázadok során. Az első állandó híd – mely közúti és vasúti feladatokat is ellátott – 1903-ban épült. A ma is látható második vasúti híd 1986-ban készült el. A 147-es számú Kiskunfélegyháza–Szentes–Orosháza-vasútvonalon található.

## A régi híd
Az itt állt első hidat két év építés után 1903. december 3-án adták át közúti hídként. A vasút átvitele a közúti forgalom mellett az eredeti tervekben is szerepelt, így az Orosháza–Szentes–Csongrádi Helyiérdekű Vasút elkészültétől (1906) egészen az önálló közúti híd megépítéséig (1981) közúti-vasúti hídként szolgált. A híd kilenc nyílású és 420 méter hosszú volt; 118,7 m-es medernyílása a leghosszabb volt akkoriban a vasúti hidak között az országban.
1919. július 21-én a magyar Vörös Hadsereg a tiszai hídfőből támadva felszabadította Szentest a román megszállás alól; azonban a 24-én indult román támadásban 26-ára a magyar erők a Tisza jobb partjára szorultak vissza. Mivel a Vörös Hadsereg páncélvonata többször is támadást intézett, a románok felrobbantották a híd egyik ártéri rácsszerkezetét a szentesi oldalon. A hidat a MÁV saját költségén állította helyre az eredeti terveknek megfelelően. Elsőként csak provizóriummal pótolták a forgalom minél hamarabbi megindításához, majd 1922. szeptember 23-án adták át a forgalomnak az eredeti állapotának megfelelően kijavított hídszakaszt. A Magyar Vörös Hadsereg emlékműve ma is látható a híd csongrádi oldalánál.
A hídon átvezető utat 1934-ben a kereskedelem- és közlekedésügyi miniszter 70 846/1934. számú rendelete másodrendű főúttá nyilvánította, a Kiskunfélegyháza-Orosháza között húzódó, akkori 42-es főút részeként.
A második világháborúban a hidat 1944. október 8-án hajnalban (más források szerint délben) robbantották fel német csapatok (az algyői híddal egy napon). Két nyílás semmisült meg a kilencből: a meder fölötti és egy szomszédos. Október 9-én Vastagh György ezredes ellentámadásban visszafoglalta a szentesi hídfőt, így több száz szovjet páncélosok által körülzárt magyar honvédnak biztosította az átjutást a túlpartra. A támadás közben maga is megsebesült, másnapra életét vesztette a kecskeméti kórházban. Hőstette elismeréseként halála után megkapta a Magyar Tiszti Arany Vitézségi Érmet, nevét ma emléktábla őrzi a szentesi hídfőnél.
1944 októberében a szovjet csapatok hadihidat építettek a felrobbantott hídtól kb. 500 méterre délre. A hídhoz csatlakozó vasúti pálya épült. Jégzajlás előtt a Tisza vízszintje annyira megemelkedett, hogy a hidat teljes egészében ellepte. Azonban az áradás alatt is keltek át rajta vonatok, a híd teljesen víz alatt, a kocsik kerekei tengelyig vízben voltak. A provizóriumot végül a márciusi jeges árvíz elsodorta.
A híd kijavítása két évig tartott, 1946. december 16-án adták át újra a forgalomnak. Az eredeti szerkezetet nem tudták helyreállítani. A 120 m-es nyílást új pillér beépítésével, a magyarcsanádi vasúti Maros-híd jobb parti ártéri hídszerkezetével (47 méter) és egy 73 méteres Roth-Waagner hídszerkezettel hidalták át. A Roth-Waagner hídon az útpálya szélessége 4,30 méter volt, ami váltakozó irányú közúti forgalmat tett lehetővé vonatmentes időben. A megoldás csak félállandó jellegű volt, mégis 40 évig maradt így használatban. Moldova György az 1977-ben megjelent Akit a mozdony füstje megcsapott… című könyvében így írt róla:
| „ A Szentes–Csongrád közti Tisza-hídra apró kőkockás út visz fel, magát a hidat fazsindelyek borítják, a szerkezet olyan gyönge, hogy nehezebb burkolatot nem bírna el, még 1902-es szerkezetdarabok is akadnak benne, a háború után kerültek ide Magyarcsanádról. […] A felépítmény itt is elképesztő állapotban van, hegyet-völgyet alkotva emelkedik és süllyed, a lejárónál el is törött a sín, egyujjnyi magas „lépcsőn” döccennek meg a kerekek, itt a kocsik már nem is sínen, hanem a puszta kövön futnak.” |

## Az új híd
A közúti híd 1981-es átadása után 1986-ban a vasúti hidat is teljesen újjáépítették: az új híd háromnyílású (107+120+107 m) lett rácsos hegesztett acélszerkezettel. Avatását az első híd avatásának 83. évfordulóján, 1986. december 3-án tartották. Közvetlenül a régi híd mellett, annak déli oldalánál épült fel: ez azzal járt, hogy az új híd pilléreinek a régiek mellé kellett esniük, mivel másképp nem maradt volna széles hajózási út. (Megjegyzendő, hogy a Tisza az évek során a csongrádi part felé vándorolt, így a középső medernyílás nincs teljesen a víz fölött.) A régi híd bontásakor eltávolították az 1946-ban szükségszerűen betoldott pillért is, az eredetiek azonban máig megmaradtak.
A híd acélszerkezete 2930 tonna, amivel a legnagyobb tömegű magyarországi Tisza-híd. Másik rekordot is magáénak mondhat: a 120 méteres középnyílásával a hazánk legnagyobb nyílású rácsos hídja – de a mederhíd két 107 méteres nyílása is hosszabb, mint a többi rácsos szerkezetű magyar vasúti hídé (máshol általában 80-90 méter a nyíláshossz). A folyó bal partján (Szentes felől) egy négynyílású (41,40 + 2 x 42,00 + 41,40 m) gerinclemezes alsópályás ártéri híd csatlakozik a mederhídhoz. Az építés költsége 600 millió Ft volt.
Az átépítéskor a vasútvonalon 2,7 km hosszban nyomvonal-korrekciót végeztek. Az íveket úgy alakították ki, hogy 100 km/h legyen az elérhető legnagyobb sebesség. A felújított szakasz 50 cm zúzottkő ágyazatot és LM vasbeton aljas, 48 kg/fm sínekből álló felépítményt kapott, míg a hídra 54 kg/fm síneket erősítettek fel. A csongrádi oldalon a felhagyott kisívű nyomvonal sokáig látható volt, a töltést 2007-ben bontották el. A szentesi oldalon a hídra vezető töltés egy egykori ártéri tó területén haladt keresztül, itt terméskővel erősítették meg a töltés alját. Azonban később a töltés süllyedése miatt visszarakták a síneket a régi nyomvonalra, amire a vasút egy enyhe S-kanyarral kanyarodik vissza. Jelenleg 60 km/h az engedélyezett sebesség a hídon.

## Tervezők és kivitelezők
1903
- Zsigmondy Béla (alépítmény)
- Schlick-féle Vasöntöde és Gépgyár, Danubius Egyesült Hajó és Gépgyár, Budapesti Szivattyú és Gépgyár (felszerkezet)

1946
- Massányi Károly, Olasz és Széchy építővállalatok

1986
- Gáli Endre, Bazsó Gyula (UVATERV)

### További képek
- A híd védelme 1919-ben
- A híd romjai a Tiszában a második világháború után
- A vasúti híd építése 1986-ban
- Képek a vasúti hídról